# Henri Meschonnic
Henri Meschonnic (Paris, 18 de setembro de 1932 – Villejuif, 8 de abril de 2009) foi um poeta, tradutor, linguista, teórico da poesia e da tradução francês.
Professor de linguística e literatura em Paris VIII, foi um dos fundadores do Centro Experimental de Vincennes e promoveu uma linha de trabalho desenvolvida como "Disciplinas do Sentido" na École doctorale por ele fundada em 1990.
Tornou-se mais popular como tradutor do Antigo Testamento bíblico, traduzindo-o diretamente dos textos originais, evidentemente, mas com a intenção de demostrar uma fidelidade particular à sua função poética. Sendo considerado um dos tradutores mais inovadores da contemporaneidade, no entanto, sua obra como um todo é motivo de culto nos círculos literários no mundo inteiro.
Alguns dos seus livros mais conhecidos são Critique du rythme (1982), Poétique du traduire (1999) e La rime et la vie (1986).

## Poesia
Meschonnic foi autor de muitos livros de poemas.  Os primeiros poemas publicados de Henri Meschonnic são "Poèmes d'Algérie", publicados no Journal Europe, em janeiro de 1962, tendo o poeta alcançado destaque em 1972 com o Prêmio Max Jacob, pelo livro "Dédicaces proverbes".
Na introdução do livro, o autor demonstra sua preocupação com a ética, procura demonstrar que seus poemas não participam de distinções como o dizer e o agir, o discurso e a linguagem, não tendo nada a ver, também, com a oposição entre indivíduo e sociedade.
Tendo sido vencedor de outros prêmios de poesia, posteriormente, sua poesia se caracteriza formalmente pela completa ausência de pontuação e de maiúsculas, buscando um ritmo que seja próprio de cada poema sem as "amarras" da pontuação. Segundo seus textos teóricos, a pontuação, tal como conhecemos hoje, prioriza uma lógica que não é a mesma do ritmo, afastando o texto da oralidade, da qual todo poema (e toda escrita que pretenda ser expressiva) deveria se aproximar.

## A tradução da Bíblia
Suas traduções de textos bíblicos orientaram a tradução do Gênesis feita pelo poeta e tradutor brasileiro Haroldo de Campos para o português
Percebe-se, pelas palavras do poeta francês, que há um vínculo entre a maneira de escrever poesia do autor e a maneira como este se propõe a traduzir o texto bíblico.  Conforme o próprio tradutor, ele se propôs a traduzir o texto atendo-se "aos acentos de ritmo e às pausas cuja hierarquia complexa constitui a modulação do versículo bíblico, seu ritmo e, às vezes, inclusive, seu sentido…  A dicção, assinalada em hebreu por um sistema de acentos, é o que eu pretendi recriar mediante espaços em branco (em uma hierarquia arbitrária), recriar os silêncios do texto, ritmo de página."  De forma simplificada, o tradutor explorou a  função poética da linguagem, procurou recriar os efeitos poéticos constantes do texto original, não sendo movido apenas por fins religiosos, teológicos ou confessionais.  Diferem, assim, suas traduções das usuais, que fazem com que o texto aparente conter trechos em prosa e em poesia alternados.

## Prêmios
- 1972 Prêmio Internacional de Poesia Max Jacob
- 1986 Prêmio Mallarmé
- 2006 Prêmio de Literatura Nathan Katz pelo Conjunto da Obra
- 2007 Grande Prêmio Internacional de Poesia Guillevic-ville de Saint-Malo[3]